# 612477 Csorgeierika
612477 Csorgeierika este o planetă minoră (asteroid) din Outer Main Belt⁠(d). A fost descoperită pe 26 septembrie 2002 la Observatorul Palomar de Near Earth Asteroid Tracking. 
Obiectul prezintă o orbită caracterizată de o semiaxă mare de 3,2028064973093 UAi, o excentricitate de 0,16166966869701, o înclinație de 1,9212597163706 ° în raport cu ecliptica.